# Cumulus
Cumulus (abreviere Cu) este un gen de nori separați sub forma de grămezi având un contur bine delimitat și cu dezvoltare mai mult pe verticală. Au un aspect de vată și culoare alb-strălucitor. Sunt constituiți din picături de apă și se formează prin advecție asociată cu o expansiune rapidă pe verticală.
Norii cumulus se dezvoltă pe verticală de la 300 m până la peste 11.000 m, în stadiul de cumulus congestus. Pot fi găsiți singuri, aliniați sau înlănțuiți. Factori precum instabilitatea, umezeala sau gradientul de temperatură fac din norii cumulus precursori ai altor tipuri de nori, cum ar fi cumulonimbus.

## Specii
- Cumulus fractus (Cu fra) - nor cumuliform de dimensiuni mici cu forme neregulate, zdrențuite, forma fiind într-o permanentă schimbare.
- Cumulus humilis (Cu hum) - nor cumuliform mici, baza în general este plană cu umbre gri luminoase. Sunt denumiți nori de vreme bună.
- Cumulus mediocris (Cu med) - nor cumuliform cu o dezvoltare moderată pe verticală, prezintă umbre gri moderate la bază. Uneori din cumulus mediocris pot cădea precipitații de slabă intesitate.
- Cumulus congestus (Cu con), în aviație sunt abreviați Tcu de la termenul în limba engleză Towering Cumulus - nor cumulifor cu o dezvoltare mare pe verticală, cu o bază de culoare gri închis. Pot produce vânt, turbulențe și averse cu o intensitate moderată spre puternică.

### Varietăți
- Acest gen de nori nu prezintă varietăți funcție de opacitate.
- Funcție de formă: radiatus.

#### Particularități
- Funcție de precipitații: virga, precipitațio.
- Nori accesori: pannus, pileus, velum, arcus, tuba.

## Galerie foto

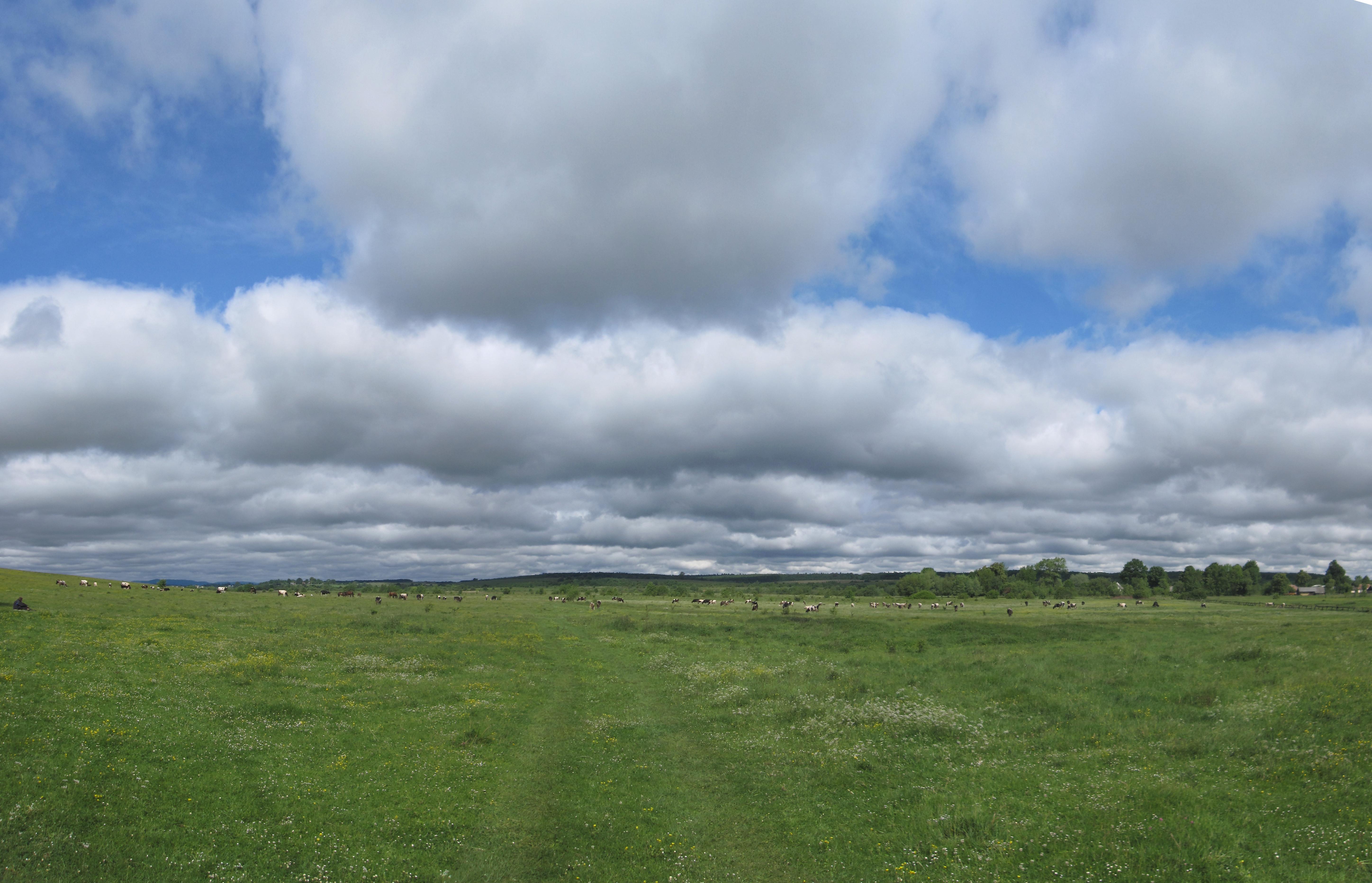
Cumulus humilis
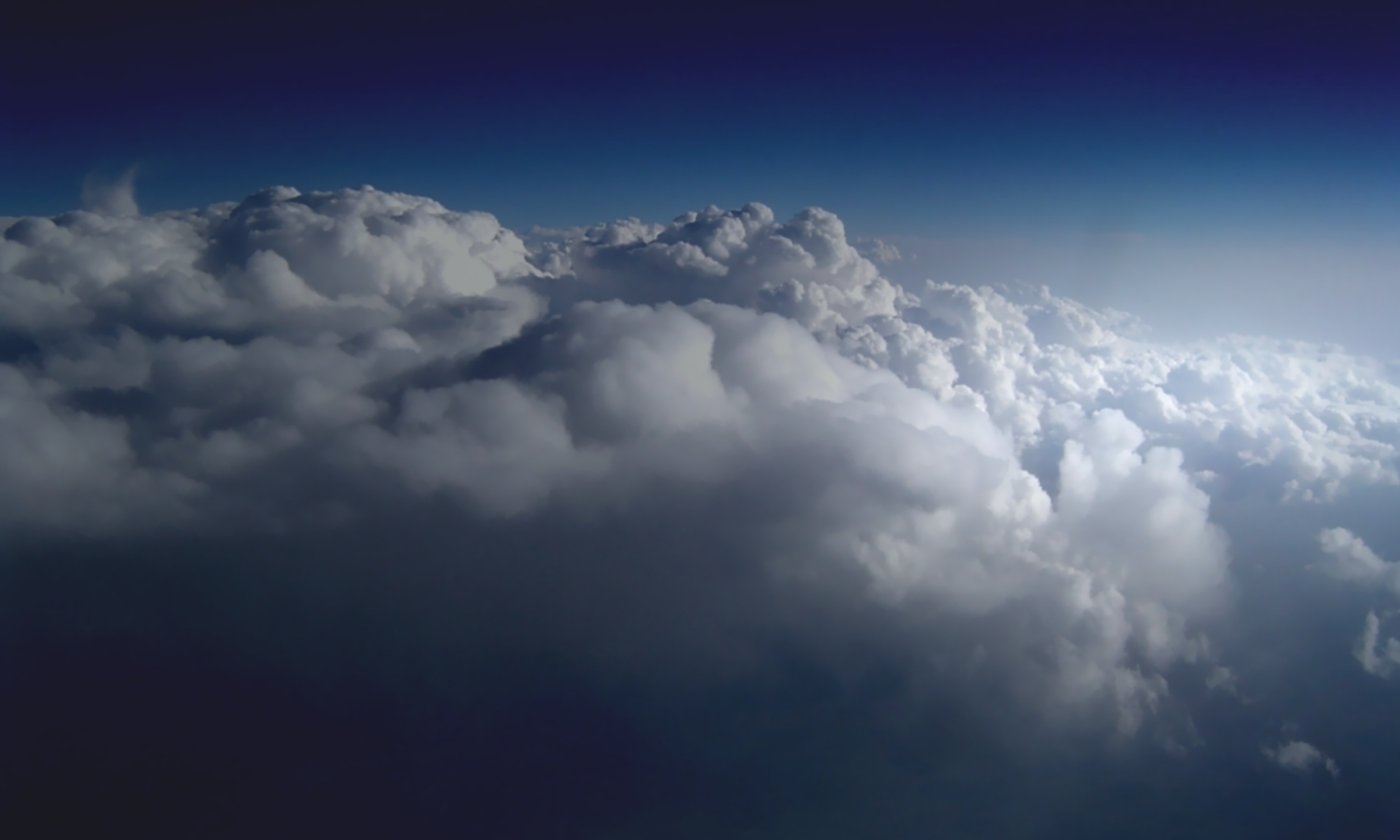
Cumulus mediocris (din avion)
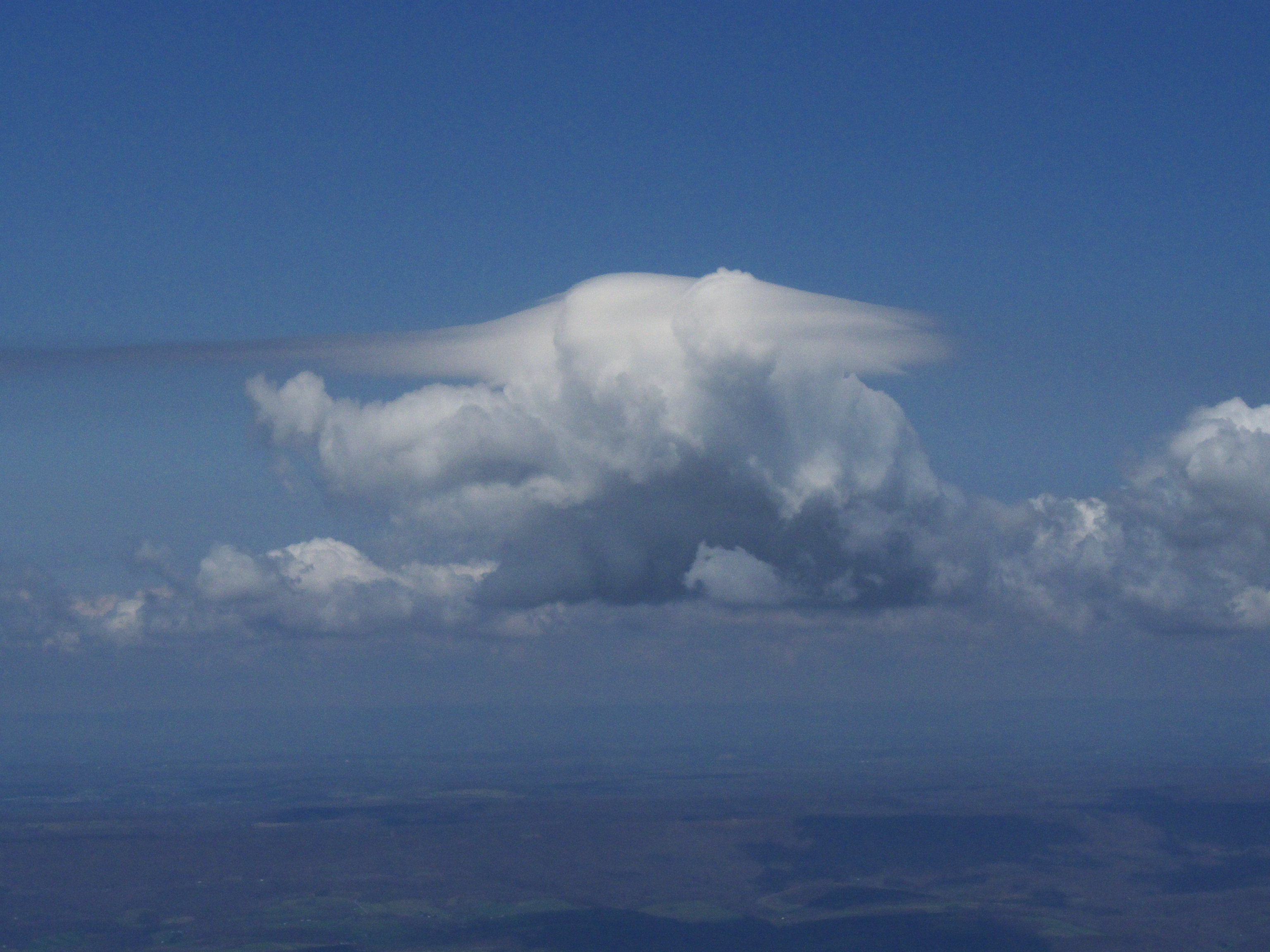
Cumulus mediocris pileus
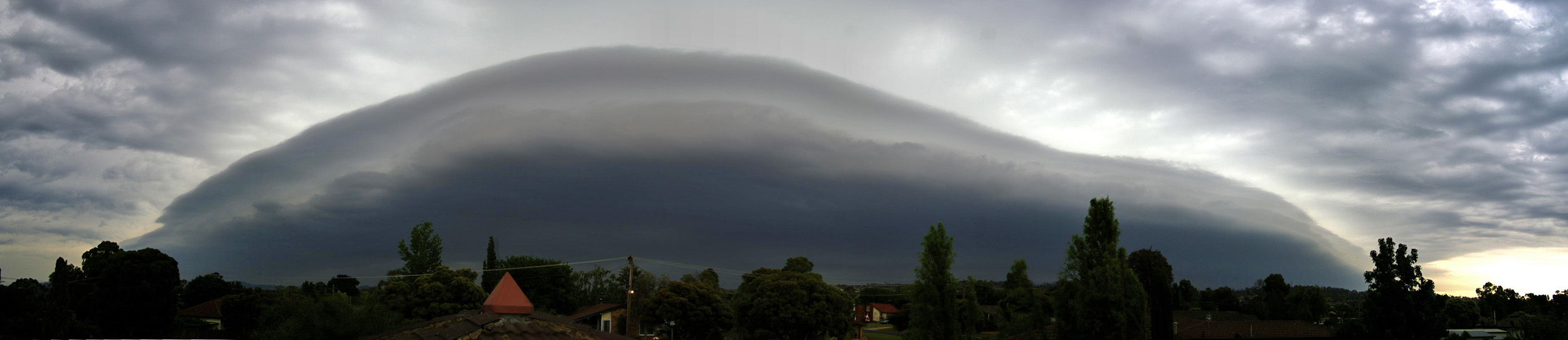
Cumulus mediocris arcus
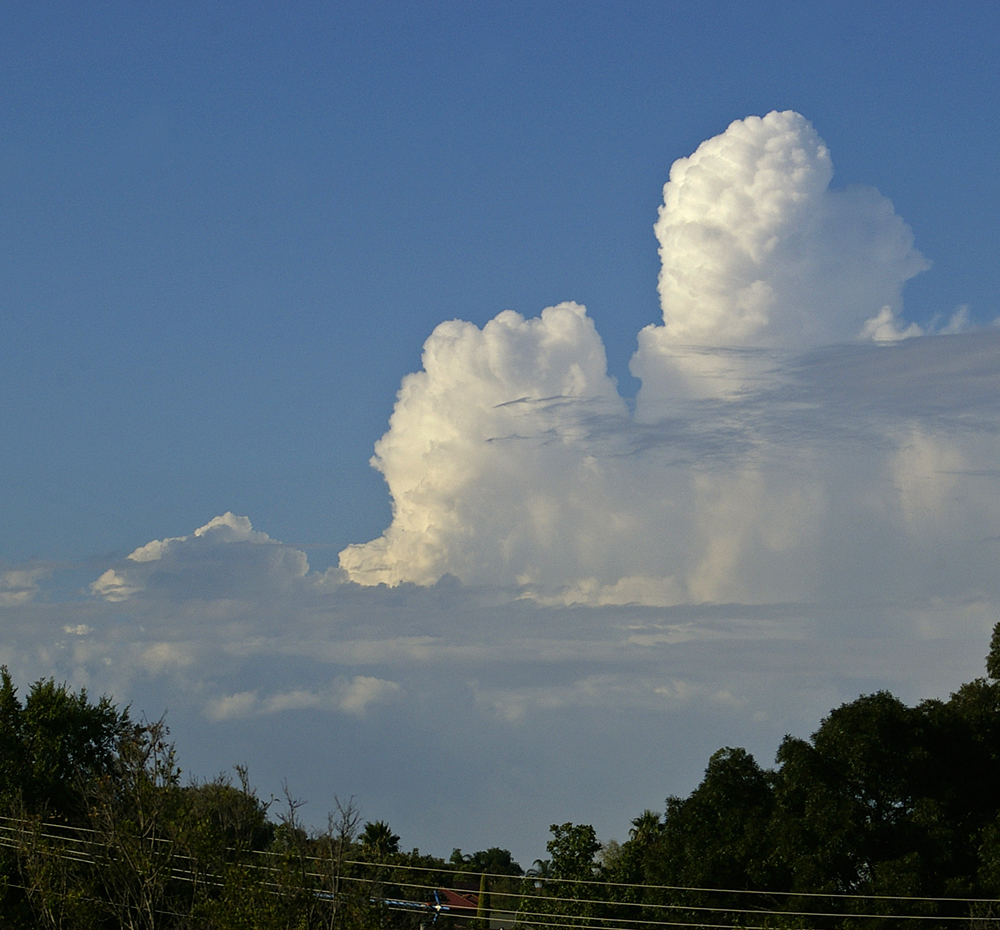
Cumulus congestus